# Феликс Лейтер
Фе́ликс Ле́йтер (англ. Felix Leiter) — персонаж Бондианы, оперативник ЦРУ; в фильме «Лицензия на убийство» он как представитель ЦРУ работает вместе с коллегами из DEA.

## Описание
В книжной версии Феликс Лейтер — техасец, бывший морской пехотинец, впервые представленный как резидент в Париже (Казино Рояль). Во втором романе Бондианы — «Живи и дай умереть» — Лейтер трагически лишается правой руки и левой ноги: их ему откусывает акула, обитающая в гигантском аквариуме, в который его сбрасывает мистер Биг. В последующих романах Лейтер пользуется стальными протезами.
Лейтер присутствует во многих фильмах бондианы, начиная с самого первого, «Доктора Но». В первом фильме его персонаж вполне серьёзен, однако в фильмах «Шаровая молния» и «Бриллианты навсегда» Феликс приобретает комические черты — он теряет след, проваливает элементарные задания, зато, когда надо, способен организовывать операции «армейского масштаба».
Лейтер выбывает из игры в фильме «Лицензия на убийство». Фильм начинается со свадьбы стареющего Феликса; по завершении торжеств подручные наркобарона Санчеса выкрадывают парочку, убивают жену Лейтера, а его самого скармливают акулам. Потеряв вторую ногу, Феликс всё-таки остаётся в живых, но больше не появляется в последующих (хронологически) фильмах.
Всего Феликс появляется в девяти «официальных» фильмах, и двух неофициальных — «Казино Рояль» 1954 года и «Никогда не говори „никогда“». В каждом из одиннадцати фильмов в этой роли был новый актёр, закономерность была нарушена лишь дважды: в картинах «Живи и дай умереть» и «Лицензия на убийство» роль Лейтера сыграл Дэвид Хедисон, а в трёх фильмах с участием Дэниела Крэйга («Казино „Рояль“», «Квант милосердия» и «Не время умирать») Феликса сыграл Джеффри Райт. В фильме «Казино „Рояль“» и в неофициальном Никогда не говори «никогда» Феликса сделали чернокожим.

## Актёры, игравшие Феликса Лейтера
- Джек Лорд (Доктор Но — 1962)
- Цец Линдер (Голдфингер — 1964)
- Рик Ван Нуттер (Шаровая молния — 1965)
- Норман Бертон (Бриллианты навсегда — 1971)
- Дэвид Хедисон (Живи и дай умереть — 1973, Лицензия на убийство — 1989)
- Берни Кэйси (Никогда не говори «никогда» (неофициальный фильм) — 1983)
- Джон Терри (Искры из глаз — 1987)
- Джеффри Райт (Казино «Рояль» — 2006, Квант милосердия — 2008, Не время умирать — 2021)